# Gavira
Pour les articles homonymes, voir Iribarne.
Enrique Cano Iribarne dit « Gavira », né à Carthagène (Espagne, province de Murcie) le 9 janvier 1893, mort à Madrid (Espagne) le 3 juillet 1927, était un matador espagnol.

## Présentation
Il se présente comme novillero à Madrid le 7 mars 1915 aux côtés de « Algabeño II » et « Corcito » face à des novillos de la ganadería de Félix Gómez. Passèrent ensuite huit ans sans qu'il put percer véritablement : considéré comme bon estoqueador mais froid et sans « transmission », il ne passait pas auprès du public.
Il prend enfin l’alternative dans sa ville natale le 22 avril 1923 avec comme parrain Nicanor Villalta et comme témoin Fausto Barajas face à des taureaux de la ganadería de Pablo Romero ; il la confirme à Madrid le 17 juin de la même année avec comme parrain « Paco Madrid » et comme témoin « Saleri II » face à des taureaux de la ganadería de Miura, celui de la cérémonie étant de la ganadería de Bañuelos. Par la suite, sa carrière se continue, tout aussi modeste que précédemment.
Le 3 juillet 1927, dans les arènes de Madrid, il est témoin de la confirmation d’alternative de « Andaluz » par « Gallito de Zafras » face à des taureaux de la ganadería de Perez de la Concha. Lors de l’estocade, il est gravement blessé par le troisième taureau nommé « Saltador ». Il meurt pendant qu’on le transporte à l’infirmerie.